# فيليس هوفمان
فيليس هوفمان (بالإنجليزية: Phyllis Huffman)‏ هي مديرة التصوير ‏ أمريكية، ولدت في 23 يونيو 1944 في ذا برونكس في الولايات المتحدة، وتوفيت في 2 مارس 2006 في الولايات المتحدة.

## وصلات خارجية
- فيليس هوفمان على موقع IMDb (الإنجليزية)
- فيليس هوفمان على موقع ألو سيني (الفرنسية)
- فيليس هوفمان على موقع أول موفي (الإنجليزية)
- فيليس هوفمان على موقع قاعدة بيانات الفيلم (الإنجليزية)
- فيليس هوفمان على موقع كينوبويسك (الروسية)